# Manuel Oltra
Manuel Oltra i Ferrer (Valencia, 8 de febrero de 1922 - Barcelona, 25 de septiembre de 2015) fue un catedrático de armonía, contrapunto y formas musicales que ejerció en el Conservatorio Superior Municipal de Barcelona desde 1959 hasta su jubilación, en 1987.

## Biografía
Manuel Oltra i Ferrer nació en Valencia el 8 de febrero de 1922. Impartió docencia en el Conservatorio Hispano-Marroquí de Tetuan desde 1944 hasta 1947, también en el Instituto de Rítmica del Instituto de Joan Llongueres durante algunos cursos, y como responsable de cursillos y clases magistrales en diversas entidades y asociaciones. 
Su actividad como compositor es extensa y variada, abarcando prácticamente todos los géneros: obras de cámara para diversos conjuntos, obras sinfónicas, obras corales "a capella" o con acompañamiento musical y obras para cobla.  De entre su producción podría destacarse Sonatina para flauta y piano, Bestiari para coro mixto; Doble 5 Suite, para orquesta de cámara y Psalmus brevis para coro y orquesta.  De entre las sardanas y la música para cobla cabe mencionar la Rapsòdia per a piano i cobla (1953). Las armonizaciones de motivos tradicionales para diversas formaciones vocales e instrumentales forman también un corpus notable dentro de su obra. 
Nunca se presentó a ningún concurso, así que solo fue galardonado de manera honorífica y marginal. En 1994 recibió de la Generalidad de Cataluña el Premio Nacional de Música en el apartado de Composición y el Premio Nacional de Cultura Popular y Tradicional en el apartado de Música.  En 2006 recibió el Premio Nacional Agustí Borgunyó que otorga la entidad Sabadell més Música. El 21 de abril de 2010 recibió la Creu de Sant Jordi del gobierno de la Generalidad de Cataluña como máximo reconocimiento a su labor en el ámbito musical culto. Falleció el 26 de septiembre de 2015 a los 93 años.